# Cwm Gwaun
Cwm Gwaun è un centro abitato del Galles, situato nella contea del Pembrokeshire.